# Definitivamente (álbum)
Definitivamente es el nombre del tercer álbum de estudio grabado por el cantautor y actor venezolano Guillermo Dávila. Fue lanzado al mercado por la empresa discográfica Sono-Rodven en 1984. El álbum fue producido en Madrid, España por Joaquín Torres. Los sencillos de ese último fueron: Toda la luz y Llevo perfume a ti este último tema principal de la telenovela venezolana-puertorriqueña de la cadena Venevisión en colaboración con la cadena puertorriqueña Wapa Televisión Diana Carolina (1984-1985), Fue protagonizada por el propio Guillermo Dávila e Ivonne Goderich.

## Lista de canciones
1. Toda la luz (G. Dávila)
2. Qué harás esta noche (D. Baldan Bembo/P. Casella)
3. Dime dónde puedes estar (P. Manavello/A. Corsanego)
4. No quiero amarte así (J.C. Pérez Soto)
5. Atrapado, atado (S. Pulga, Mamared,V. Esp. Skywalker)
6. Llevo perfume a ti (R. Preston, L. Miranda)
7. No vale (G. Dávila)
8. Vuelve a ser mía (G. Skleron, S. Kunin, V. Esp L. Miranda)
9. No va más (Welch, I. Chester, V. Esp. L. Miranda)
10. Adiós, adiós (J. Torres)
11. Definitivamente (F. Osorio)